# Buchey
Buchey est une commune associée de Rizaucourt-Buchey et une ancienne commune française, située dans le département de la Haute-Marne en région Grand Est.

## Histoire
Avant de fusion avec Rizaucourt, Buchey était une commune appartenant au canton de Juzennecourt. Elle a porté le code commune 52081. À la suite du décret du 23 janvier 1973, elle est rattachée à Rizaucourt le 1er février 1973 et la nouvelle entité communale prend le nom de Rizaucourt-Buchey. Depuis cette date, elle est une commune associée à Rizaucourt-Buchey.

## Administration

### Maire
| Période                                  | Période | Identité | Étiquette | Qualité |
| ---------------------------------------- | ------- | -------- | --------- | ------- |
|                                          |         |          |           |         |
| Les données manquantes sont à compléter. |         |          |           |         |

### Maire délégué
Depuis le 1er février 1973, Buchey dispose d'un maire délégué en tant que commune associé à Rizaucourt-Buchey.
| Période                                  | Période  | Identité | Étiquette | Qualité |
| ---------------------------------------- | -------- | -------- | --------- | ------- |
|                                          | En cours |          |           |         |
| Les données manquantes sont à compléter. |          |          |           |         |

## Démographie
| 1793 | 1800 | 1806 | 1821 | 1831 | 1836 | 1841 | 1846 | 1851 |
| ---- | ---- | ---- | ---- | ---- | ---- | ---- | ---- | ---- |
| 120  | 123  | 131  | 91   | 127  | 139  | 148  | 161  | 159  |

| 1856 | 1861 | 1866 | 1872 | 1876 | 1881 | 1886 | 1891 | 1896 |
| ---- | ---- | ---- | ---- | ---- | ---- | ---- | ---- | ---- |
| 114  | 127  | 120  | 131  | 110  | 98   | 96   | 80   | 79   |

| 1901 | 1906 | 1911 | 1921 | 1926 | 1931 | 1936 | 1946 | 1954 |
| ---- | ---- | ---- | ---- | ---- | ---- | ---- | ---- | ---- |
| 80   | 74   | 64   | 43   | 41   | 36   | 42   | 36   | 34   |

| 1962 | 1968 | 1975 | 1982 | 1990 | 1999 | 2008 | 2013 | - |
| ---- | ---- | ---- | ---- | ---- | ---- | ---- | ---- | - |
| 24   | 20   | -    | -    | -    | -    | 20   | 21   | - |

Histogramme

(élaboration graphique par Wikipédia)

## Lieux et monuments
- Église Sainte-Colombe